# Soledad López
Soledad López Fernández (Granada, 26 de febrero de 1959) es una inspectora de trabajo española. 
Fue subsecretaria del Ministerio de la Presidencia de España desde el 30 de octubre de 2010, hasta la llegada de Mariano Rajoy al Gobierno siendo sucedida en el cargo por Jaime Pérez Renovales ese año 2011.
Licenciada en Derecho por la Universidad de Granada, pertenece al Cuerpo Superior de Inspectores de Trabajo y Seguridad Social. Ha sido asesora técnica en el Área de Trabajo del Defensor del Pueblo e Inspectora de Trabajo en Las Palmas. En 1989 fue nombrada subdirectora general Jefa del Gabinete Técnico del Subsecretario del Ministerio de Relaciones con las Cortes y Secretaría del Gobierno y, posteriormente, directora del Gabinete de la ministra de Asuntos Sociales. En 1996 pasó a ocupar el puesto de consejera laboral y de asuntos sociales en las embajadas de España y Cuba, y desde 1998 era inspectora de Trabajo y Seguridad Social en la Inspección Provincial de Madrid. En abril de 2004 fue nombrada subsecretaria de Ministerio del Interior; en abril de 2006, subsecretaria del Ministerio de Defensa, y en abril de 2007, secretaria de Estado de Defensa. Desde septiembre de 2008 hasta octubre de 2010 fue presidenta de la Sociedad Estatal de Conmemoraciones Culturales.